# Patella (ragno)

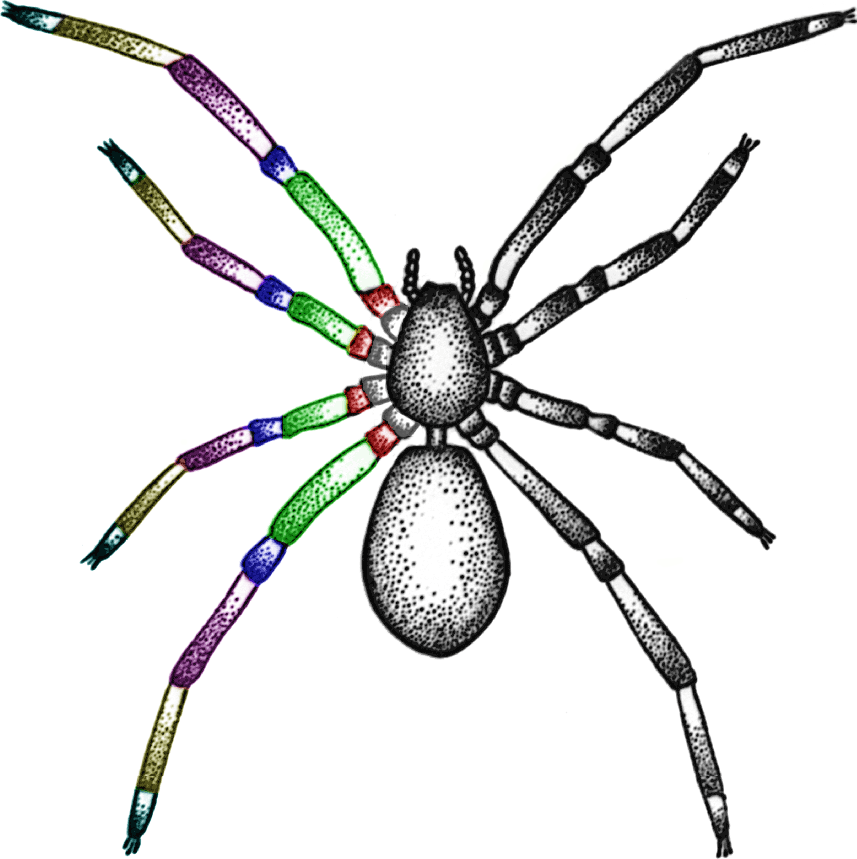
In questo schema si distinguono i segmenti o articoli che formano le zampe dei ragni attraverso colori diversi:
coxa = grigio
trocantere = rosso
femore = verde
patella = blu
tibia = viola
metatarso = giallo
tarso = celeste

La patella di un ragno è il quarto segmento o articolo della zampa che pone in connessione il femore con la tibia, rispettivamente terzo e quinto segmento della zampa in ordine distale dal corpo.

## Etimologia
La parola patella deriva dal latino patella, patellae, che significa piatto, vassoio, scodella, ed in seguito rotula, a causa della forma.

## Morfologia
La patella ha forma subcilidrica, appiattita: trattandosi del segmento di contatto fra femore e tibia, due dei segmenti più lunghi delle zampe dei ragni, è soggetto a movimenti di varia natura ed è collegato ad essi con vari muscoli, fra cui i principali sono:
1. Muscolo flexor patellae bilobatus,
2. Muscolo flexor patellae major, (vista anteriore)
3. Muscolo flexor patellae minor, (vista posteriore),  si origina lungo la linea mediano dorsale del femore e si inserisce fra lo sclerite e il bordo della patella,
4. Muscolo flexor patellae longus,
5. Muscolo flexor patellae robustus, si origina oltre la metà prossimale del femore e si inserisce nello sclerite arcuato; questi 5 muscoli sono tutti articolati con il femore;[2].
6. Muscolo promotor & retractor tibiae,
7. Muscolo promotor & remotor tibiae,
8. Muscolo flexor patellae longus, questi ultimi due collegano la patella alla tibia.[2]

L'articolazione fra il femore e la patella è lungo una linea con due condili alle estremità, quindi non vi sono muscoli elevatori come nell'articolazione tibia-metatarso; grazie alla forma di freccia del bordo distale del femore, vi è una zona abbastanza ampia di membrana anteriormente e posteriormente che consente di flettersi e distendersi moltissimo consentendo vari movimenti. Vicino alla parte mediano-ventrale della patella vi è un'invaginazione semicircolare che forma uno sclerite arcuato e convesso.
Nell'articolazione fra la patella e la tibia vi è un solo condilo a forma di X e l'articolazione è libera di muoversi solo in orizzontale. Questo movimento è dovuto ai muscoli n. 6 e 7 che si trovano interamente all'interno della patella stessa.